# The Unsuspected Isles
The Unsuspected Isles è un cortometraggio muto del 1915 diretto da William F. Haddock.

## Produzione
Il film fu prodotto dalla Gaumont Company (come Rialto Star Features)

## Distribuzione
Distribuito dalla Mutual Film, il film - un cortometraggio in tre bobine -uscì nelle sale cinematografiche USA l'8 settembre 1915.